# Protect Ya Neck
Protect Ya Neck – debiutancki singiel amerykańskiego zespołu 
Wu-Tang Clan, z płyty Enter the Wu-Tang (36 Chambers) wydany w 1992 roku. W 2000 na trzecim albumie Wu-Tang Clanu ukazał się singiel Protect Ya Neck The Jump Off.

## Lista utworów na singlu
Opracowano na podstawie źródła.

### Strona A
1. "Protect Ya Neck" (wersja radiowa) (4:30)
2. "Protect Ya Neck" (Shao Lin Version) (4:36)
3. "Protect Ya Neck" (Bloody Version) (5:03)

### Strona B
1. "Method Man" (wersja radiowa) (4:15)
2. "Method Man" (Smoked Out Version) (5:02)
3. "Method Man" (wersja domowa) (5:08)
4. "Method Man" (Bonus Beats) (0:57)